# Мироновка (Баганский район)
Миро́новка — село в Баганском районе Новосибирской области. Административный центр Мироновского сельсовета.

## География
Площадь села — 136 гектаров

## История
Основано в 1907 году. В 1928 году посёлок Мироновский состоял из 113 хозяйств, основное население — украинцы. В административном отношении являлся центром Мироновского сельсовета Андреевского района Славгородского округа Сибирского края.

## Население
| 1976 | 1995 | 2002 | 2007 | 2010 |
| ---- | ---- | ---- | ---- | ---- |
| 622  | ↗876 | ↘800 | ↘796 | ↘782 |

## Инфраструктура
В селе по данным на 2006 год функционируют 1 учреждение здравоохранения, 1 образовательное учреждение.